# Axonopus rupestris
Axonopus rupestris är en gräsart som beskrevs av Gerrit Davidse. Axonopus rupestris ingår i släktet Axonopus och familjen gräs. Inga underarter finns listade i Catalogue of Life.